# Walter Sans-Avoir
Walter Sans-Avoir (Walter der Habenichts, auch Walter ohne Habe, Gautier Sans-Avoir; † 21. Oktober 1096) war ein französischer Ritter und zusammen mit Peter dem Einsiedler einer der Anführer des Volkskreuzzugs, des Vorläufers des Ersten Kreuzzugs.
Aufgrund seines Beinamens wurde häufig angenommen, der Ritter sei mittellos gewesen, allerdings stammte er wohl lediglich aus der Familie der Herren von Boissy-sans-Avoir, womit sein Beiname als Herkunftsname zu verstehen ist.
Walter und Peter verließen Mitteleuropa 1096 geraume Zeit vor dem geplanten Start des eigentlichen Kreuzzugs. Walter führte seine Gruppe durch Deutschland, Ungarn und Bulgarien getrennt von Peter. Nachdem sie Deutschland und Ungarn ohne Zwischenfälle durchquert hatten, plünderten Walters Anhänger die Gegend um Belgrad und zogen damit Repressalien auf sich.
Walter und Peter vereinten ihren Zug in Konstantinopel, wo Alexios I. Komnenos das Übersetzen über den Bosporus organisierte. Trotz Peters Bemühungen, die Massen zurückzuhalten, kam es zu Kampfhandlungen mit den Rum-Seldschuken, während Peter nach Konstantinopel gereist war. Walter und die meisten seiner Anhänger kamen bei den Gefechten mit den Seldschuken ums Leben.